# جان بيار بورغينيون
جان بيار بورغينيون (بالفرنسية: Jean-Pierre Bourguignon) هو رياضياتي فرنسي، ولد في 21 يوليو 1947 في ليون في فرنسا.